# Eois vitellaria
Eois vitellaria är en fjärilsart som beskrevs av Felder 1875. Eois vitellaria ingår i släktet Eois och familjen mätare. Inga underarter finns listade i Catalogue of Life.